# Mario Brero
Mario Brero (* 29. März 1946) ist ein italienischer Privatdetektiv, der in Genf fünf Unternehmen leitet.

## Geschäftsfelder
Im Jahr 1989 gründete er Alp Services SA, ein privates Ermittlungsunternehmen, das sich auf Banken, Anwaltskanzleien und vermögende Kunden mit „Beratung, Unterstützung, strategischer Führung, diplomatischer Vermittlung und Organisation in den Bereichen Krisenmanagement und Imagepflege“ sowie mit „nationalen und internationalen Ermittlungen und Untersuchungen, insbesondere im Wirtschafts- und Finanzbereich, zur Bekämpfung von Geldwäsche, Fälschungen, Parallelmärkten, Wirtschafts- und/oder Computerkriminalität; Überwachung und Schutz von Einzelpersonen und Unternehmen, Krisen- und Risikomanagement, Suche nach Vermögenswerten, Due-Diligence-Prüfung, Wirtschaftsprüfung“ konzentriert.

## Öffentliche Wahrnehmung
Von der Presse als „Papst der Schweizer Ermittler“  „Detektiv“ oder sogar „Spion“ bezeichnet, wurde er durch Enthüllungen über die von seinen Unternehmen bearbeiteten Fälle und seine umstrittenen oder sogar illegalen Methoden berüchtigt. Nach dem Bekanntwerden seiner Methoden und seiner Verurteilung durch ein französisches Gericht im Jahr 2014 konzentrierte sich Alp Services SA auf das Reputationsmanagement, indem sie negative Informationen im Auftrag seiner Kunden aus der ehemaligen Sowjetunion, VIPs aus kleinen afrikanischen Staaten und vor allem aus den Vereinigten Arabischen Emirate (VAE) verbreiteten, so dass die französische Tageszeitung Le Monde diese Kampagnen als „Destabilisierungs- und Überwachungsunternehmen“ bezeichnete.
Im Jahr 2021 wurde seine Firma Alp Services SA gehackt und die Ergebnisse 2023 unter dem Titel Abu Dhabi Secrets veröffentlicht: Alp Services SA wurde von der Regierung der Vereinigten Arabischen Emirate beauftragt, Bürger in 18 Ländern in Europa und darüber hinaus auszuspionieren. Alp Services übermittelte die Namen von mehr als 1000 Einzelpersonen und 400 Organisationen in 18 europäischen Ländern an die Geheimdienste der VAE und bezeichnete sie als Teil des Netzwerks der Muslimbruderschaft. Im Jahr 2021 wurde Brero auch wegen Nötigung verurteilt.

## Frühes Leben und Ausbildung
Mario Brero wurde am 29. März 1946 geboren. Er studierte 1967 ein Semester lang an der École Polytechnique Fédérale de Lausanne, bevor er sein Studium abbrach.

## Frühe Karriere
1986 exportierte Brero über die Schweiz Computer und Halbleiter aus den Vereinigten Staaten in den Ostblock. 1988 ermittelte die US-Regierung gegen Brero und seine Firma Samata SA und kam zu dem Schluss, dass Brero mithilfe von Strohmännern an der Umgehung eines Ausfuhrverbots von Computern und Halbleiterfertigungsanlagen beteiligt war. 1991 wurde er deshalb angeklagt. Bei den Computern und Halbleitern handelte es sich dabei um Güter der nationalen Sicherheit, die unter ein Ausfuhrverbot des US Bureau of Export Administration fielen. Brero bestritt die Vorwürfe, erklärte sich aber bereit, das Geschäft nach dem Entzug seiner Vertriebslizenzen einzustellen.

## Alp Services
Beeinflusst von Jules Kroll, dem Begründer der modernen Wirtschaftsspionage und seiner internationaler Wirtschaftsdetektei gründete Brero 1989 Alp Services in Genf, laut Le Monde zunächst als Subunternehmer für Kroll, der sich auf Banken, Anwaltskanzleien und vermögende Kunden konzentrierte.
Im Jahr 2011 erhielt Anne Lauvergeon, die ehemalige Leiterin der Bergbauabteilung des französischen Atomkonzerns Areva, einen anonymen Bericht, der Informationen über das von Areva erworbene Unternehmen UraMin, Informationen über Lauvergeons Ehemann Oliver Fric, ihre Bankdaten, Informationen über ihre Reisen in Genf und eine Liste von Telefonnummern, die sie angerufen hatten, enthielt. Dieses Dokument stammte von Alp Services. Im Dezember 2011 erstattete Lauvergon Anzeige gegen Brero wegen illegaler Abhörmaßnahmen. Nach einem Ermittlungsverfahren klagte die Staatsanwaltschaft, Brero wegen „Beihilfe zur Verletzung des Berufsgeheimnisses“ und „Verheimlichung der Verletzung des Berufsgeheimnisses“ zum Nachteil von Olivier Fric vor das Pariser Strafgericht an. Der Prozess fand 2014 statt. Während seiner Einvernahme sagte Brero aus, dass er Mitarbeiter von Telefongesellschaften dafür bezahlt hatte, die Anrufdaten von Lauvergeon und ihrem Ehemann weiterzugeben. Brero wurde zu einer Bewährungsstrafe verurteilt.
Obwohl Brero nicht zu einer hohen Strafe verurteilt wurde, vergraulte er durch sein Vorgehen viele seriöse Firmen und vergrößerte die Zahl der weniger skrupellosen Kunden: Oligarchen aus der ehemaligen Sowjetunion, andere Milliardäre aus Osteuropa, VIPs aus kleinen afrikanischen Staaten wie Gabun und dem Nahen Osten. Alp Services unter Brero begann, sich auf die Verbreitung negativer Informationen zu konzentrieren, die er als „offensive virale Kommunikationskampagnen“ bezeichnete. So arbeitete Brero 2012 für Fürst Albert II von Monaco, um Robert Eringer, den ehemaligen Leiter der monegassischen Geheimdienste, zu verleumden. Dies geschah, indem falsche Informationen über Eringer in seinen Wikipedia-Eintrag aufgenommen wurden, die aus einem Blog einer falschen Person stammte, die sich als Psychologieexperte ausgab. Von 2015 bis 2017 beliefen sich die Honorare von Alp Services auf fast 6 Millionen Schweizer Franken.
Nach einem Treffen zwischen Brero und Gennady Timchenko, einem russischen Geschäftsmann und Milliardär, der hinter dem Handelsunternehmen Gunvor steht, verfasste Alp Services 2014 einen „streng vertraulichen“ Bericht über die Unterzeichnung von Verträgen zwischen Gunvor und der Republik Kongo, was zur strafrechtlichen Verfolgung mehrerer Gunvor-Mitarbeiter wegen Korruption führte.
Im Jahr 2021 wurde Alp Services gehackt, die geleakten Daten wurden Anfang 2023 vom Recherche-Netzwerk European Investigative Collaborations (EIC) unter dem Namen Abu Dhabi Secrets veröffentlicht.

### Abu Dhabi Secrets
Im März 2023 wurden in der französischen, amerikanischen, deutschen, österreichischen, schweizerischen, italienischen, spanischen und niederländischen Presse die Abu Dhabi Secrets veröffentlicht, zwei umfangreiche Recherchen über die von Alp Services SA durchgeführten Missionen. Laut Médiapart haben die Unternehmen von Brero „insbesondere private Aufklärungsmissionen im Auftrag der emiratischen Geheimdienste durchgeführt“ und auch „Informationen - unter falschen Identitäten im Internet - verbreitet, um den Gegnern der Emirate, vor allem Katar und der Muslimbruderschaft, zu schaden“.
Im März 2023 veröffentlichte der Journalist David D. Kirkpatrick vom The New Yorker die Namen der Geschäftspartner und Kunden von Alp Services SA – darunter die Namen der emiratischen Agenten (Matar Humaid al-Neyadi und sein Vorgesetzter Ali Saeed al-Neyadi). Die beiden emiratischen Geheimdienstagenten konnten aufgrund der Fotos identifiziert werden, die Brero bei Treffen mit seinen Kunden diskret aufgenommen hatte.
Unter Breros Zielpersonen befanden sich französische und deutsche Politiker, der Präsident des Internationalen Gerichtshofs Nawaf Salam und Mitglieder des Zentralrats der Muslime (ZMD). Außerdem konkurrierende Beratungsunternehmen und der Ölunternehmer Hazim Nada und der tunesische Menschenrechtsaktivist Kamel Jendoubi. In der Schweiz war der Politiker Pascal Heinz Gemperli betroffen. In Italien unter anderem der Journalist Gad Lerner und der Bischof von Brescia, Pierantonio Tremolada. In Frankreich wurde die Journalistin Rokhaya Diallo überwacht.
Der ehemalige Journalist Roland Jacquard, ein selbsternannter Experte für Extremismus, gab sich in seiner Kommunikation mit den emiratischen Geheimdiensten als Berater des französischen Präsidenten Emmanuel Macron aus und empfahl den emiratischen Geheimdiensten, Brero in ihrem Wettbewerb mit Katar und der Muslimbruderschaft zu engagieren. Als Brero im August 2017 die Emiratis davon überzeugte, ihn mit der „Macht der dunklen PR“ zu beauftragen, und zwar mit einem „anfänglichen Budget von eineinhalb Millionen Euro für vier bis sechs Monate“, erhielt Jacquard seinen Auftrag. Brero bot an, Tariq Ramadan anzugreifen, Youssef Nadas Sohn Hazim Nada sowie das Forum of European Muslim Youth and Student Organizations zu verleumden. Mitarbeiter von Alp erstellten Wikipedia-Einträge und betrieben Lobbyarbeit bei der Risikodatenbank World-Check über Nadas angebliche „Verbindungen zum Terrorismus“, was schließlich sein Geschäft ruinierte. Brero rekrutierte die französischen Journalisten Ian Hamel, Louis de Raguenel (Europe 1) und Wissenschaftler wie Lorenzo Vidino und zahlte letzterem 13.000 Euro. 2019 griff Brero Islamic Relief Worldwide an, indem er Journalisten von der Londoner The Times mit Informationen versorgte, die ein Mitglied als Terroristen beschuldigten, so dass die deutsche Regierung schließlich die Zusammenarbeit mit Islamic Relief einstellte. Zu den Zielpersonen gehörten auch Sihem Souid, ein Berater für Öffentlichkeitsarbeit in Katar, und Kamel Jendoubi, ein tunesischer Menschenrechtsverteidiger. Zwischen 2017 und 2021 sammelte Alp Services persönliche Daten von mehr als tausend Personen in der Schweiz und Europa und stellte den emiratischen Geheimdiensten dafür fast sechs Millionen Euro in Rechnung.
Breros Methoden umfassten Infiltration, Sexspionage, Zugriff auf die Bank- und Telefondaten seiner Zielpersonen, indem er sich als diese ausgab, Aufklärung und Überwachung, die Veröffentlichung falscher Presseartikel auf anonymen Blogs und die Verwendung falscher Identitäten, um den Inhalt dieser Veröffentlichungen an die traditionelle Presse weiterzugeben. Die Enthüllungen von The New Yorker und Médiapart betreffen auch die Art und Weise, wie Brero seine eigenen Klienten behandelt: Aufzeichnungen sensibler Telefongespräche, heimlich aufgenommene Fotos, die den Gerichten spontan vorgelegt werden, Bereitstellung von E-Mail-Konten mit der Möglichkeit, diese ohne Zustimmung der Klienten abzurufen.

### Die Bouvier-Affäre
Mario Brero und seine Unternehmen wurden vom Schweizer Geschäftsmann Yves Bouvier beauftragt, ihm zu helfen, eine Reihe von Rechtsstreitigkeiten im Zusammenhang mit der Bouvier-Affäre zu gewinnen, die im Januar 2015 begann. Der russische Oligarch Dmitri Jewgenjewitsch Rybolowlew beschuldigte Bouvier, ihn um fast eine Milliarde Schweizer Franken betrogen zu haben, als er 38 Gemälde für insgesamt 2 Milliarden Euro kaufte.
Laut Heidi.news identifizierte Rybolowlew Brero und Alp Services als die treibende Kraft hinter Bouviers Verteidigung. Im Laufe der Monate wurde eine Reihe von Klagen gegen den Detektiv in Genf, Monaco, Nizza und Paris eingereicht. Einige davon führten zu einer Verurteilung von Mario Brero, wie im Juli 2015 in Genf, wegen Verleumdung. Die Anhänge der Nachrichten des 2021 gehackten Protonmail-Kontos von Mario Brero enthielten ein aufgezeichnetes Gespräch zwischen Brero und seinen Anwälten, in dem es um die Möglichkeit ging, die im Auftrag von Bouvier durchgeführten Recherchen an das gegnerische Lager von Rybolowlew zu verkaufen.

### Die Affäre in Spanien: Ex-Mätresse von Juan Carlos I.
Ein Informationsleck von Alp Services, das 2021 von Heidi.news aufgedeckt wurde, zeigte, dass Mario Brero auf Wunsch von Corinna Larsen, der Geliebten des spanischen Königs Juan Carlos I., Presseartikel anstiftete, um den Ruf des Genfer Staatsanwalts Yves Bertossa zu ruinieren.
Laut El Pais und The Times unterzeichnete Larsen den Vertrag mit Alp Services kurz nachdem der Schweizer Staatsanwalt Bertossa sie 2018 wegen eines Geldwäschedelikts angeklagt hatte. Der Fall betraf eine 65-Millionen-Euro-Spende, die Larsen 2012 von Spaniens König Juan Carlos I. erhielt, der diese wiederum 2008 vom saudi-arabischen Finanzministerium erhalten hatte. Larsen hat Brero auch mit Recherchen zu 14 Geschäftsleuten beauftragt, die mit dem ehemaligen spanischen König Juan Carlos I. befreundet waren oder als Strohmänner dienten.

### Unternehmenskultur
Laut The New Yorker pflegt Brero ein ansprechendes Arbeitsumfeld, behandelt aber frühere Mitarbeiter schlecht. Ein ehemaliger Mitarbeiter erklärte auch, dass Brero „Akten über jeden haben wollte“. Im Jahr 2021 wurde Brero von einem Schweizer Gericht verurteilt, weil er einen ausscheidenden Mitarbeiter zur Unterzeichnung eines Dokuments gezwungen hatte. Das Opfer gab an, dass auf allen Arbeitsplätzen der Mitarbeiter Spionageprogramme installiert waren.

### Ermittlungen
Als Reaktion auf die Medienberichterstattung zu den Abu Dhabi Secrets haben die Behörden in der Schweiz und in Frankreich Ermittlungen gegen Mario Brero und Alp Services eingeleitet. Diese Ermittlungen zielen darauf ab, mögliche Rechtsverletzungen und ethische Verstöße im Zusammenhang mit der Tätigkeit des Unternehmens zu untersuchen. 2023 verklagte die belgische Klimaministerin Zakia Khattabi Alp Services.